# Caso del cerro Maravilla
El Caso del Cerro Maravilla o los Asesinatos en el Cerro Maravilla fueron las denominaciones utilizadas por los medios de comunicación y el público puertorriqueño para describir los eventos que ocurrieron el 25 de julio de 1978 en el cerro Maravilla, una montaña en Puerto Rico, donde dos jóvenes activistas proindependencia puertorriqueños fueron asesinados en una emboscada de la policía con posible colaboración de la CIA. El evento provocó una serie de controversias políticas, tras las cuales los oficiales de policía fueron encontrados culpables de asesinato y varios funcionarios de alto rango del Gobierno local fueron acusados de planificar o encubrir el incidente.
Inicialmente declarada una intervención policial contra terroristas, los medios locales no tardaron en dudar de los testimonios de los oficiales, así como del único testigo sobreviviente, debido a sus inconsistencias. El gobernador de Puerto Rico en la época, Carlos Romero Barceló, ordenó al Departamento de Justicia local que iniciara varias investigaciones y solicitó al FBI y al Departamento de Justicia de los Estados Unidos que ayudaran en tales investigaciones, las cuales concluyeron en que no hubo mala conducta de parte de los oficiales; sin embargo, después de que el partido político opositor local iniciara sus propias investigaciones, nuevas evidencias y testimonios revelaron una gran negligencia y la perpetración de los asesinatos por parte de los oficiales, así como la posibilidad de un encubrimiento a nivel local y federal. Consecuentemente anormales, tuvieron lugar juicios locales y un total de diez oficiales fueron convictos de varios crímenes.
El incidente y los eventos posteriores se han convertido en uno de los momentos más controvertidos en la historia política de Puerto Rico. A menudo, activistas locales independentistas lo califican de represión política contra el movimiento de independencia puertorriqueño. Hasta la fecha, la mayor parte de las personalidades públicas, incluyendo a aquellas que no estuvieron involucradas en el caso, raramente realiza comentarios sobre el incidente.

## El Incidente
En la mañana del 25 de julio de 1978, los jóvenes Carlos Soto Arriví y Arnaldo Darío Rosado, dos activistas independentistas del Movimiento Revolucionario Armado (M.R.A.), junto con un oficial de la Policía Estatal de Puerto Rico llamado Alejandro González Malavé, que servía como agente encubierto y que se había hecho pasar como un miembro del grupo, tomaron como rehén al taxista Julio Ortiz Molina y le ordenaron llevarlos en auto hasta el Cerro Maravilla ubicado en el pueblo de Jayuya en el área central de la Isla, donde se hallaban varias torres de comunicación entre ellas una de la Policía de Puerto Rico. Su plan original consistía en prender fuego, sabotear y destruir las torres en protesta por el encarcelamiento de nacionalistas puertorriqueños, convictos por el intento de asesinato del presidente de Estados Unidos Harry S. Truman en 1950 y por el tiroteo en el Capitolio en 1954, donde cinco miembros del congreso Congreso fueron heridos. Los oficiales de la policía estatal conocían de antemano el plan y emboscaron a los activistas y les dispararon. El agente encubierto recibió una herida de bala menor durante el tiroteo, mientras que el taxista resultó ileso.

### Declaraciones Iniciales
La mañana después del incidente, los oficiales sostuvieron que actuaron en legítima defensa, al señalar que ordenaron a los activistas que se rindieran, momento en que los activistas empezaron a dispararles y, por tanto, ellos hicieron lo propio. Inicialmente, el taxista declaró que se escondió bajo el tablero de instrumentos de su taxi cuando empezó el tiroteo y no pudo ver quién disparó primero, aunque contradijo su declaración pocos días después en una entrevista en el San Juan Star, un periódico local, al afirmar que se agachó bajo el tablero de instrumentos después de que tres hombres (los dos activistas y el agente encubierto) abandonaran el automóvil y que vio a "diez hombres fuertemente armados" acercándose. Cuando emergió del taxi, vio a los tres hombres con vida, aunque dos de ellos estaban siendo golpeados por los hombres armados, quienes, más tarde, fueron identificados como policías.

### Primeras Investigaciones

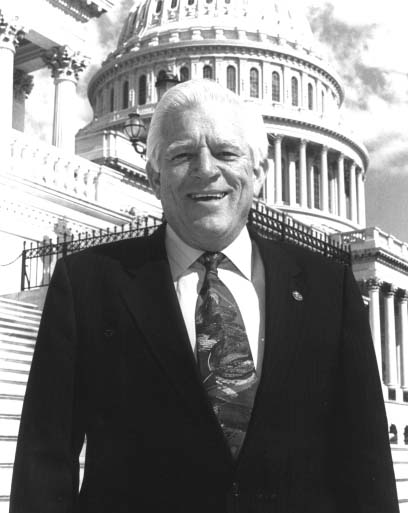
Gobernador de Puerto Rico Carlos Romero Barceló defendió la actuación de los oficiales en el cerro Maravilla.

El entonces gobernador de Puerto Rico, Carlos Romero Barceló (PNP), elogió a los oficiales en una emisión televisiva al llamarlos "héroes". Así también, sostuvo que actuaron en defensa propia y que detuvieron un ataque terrorista; sin embargo, al enfrentarse a la presión pública debido a las declaraciones conflictivas del taxista, el gobernador ordenó dos investigaciones separadas por el Departamento de Justicia de Puerto Rico, además de la investigación policial que ya estaba en curso, todas las cuales concluyeron que las acciones de los oficiales estuvieron libres de cualquier mala conducta, a pesar de varias inconsistencias en sus historias. Los partidos políticos opositores, principalmente el Partido Popular Democrático (PPD), insistieron en que las investigaciones fueron solo encubrimientos y demandaron que un fiscal especial independiente fuera asignado para la investigación. Dos investigaciones especiales por parte de la división de derechos civiles del Departamento de Justicia de Estados Unidos y por el FBI fueron llevadas a cabo en distintas ocasiones entre 1978 y 1980. Ambas confirmaron las conclusiones del Departamento de Justicia de Puerto Rico sobre que los oficiales actuaron en defensa propia.

### Investigaciones Posteriores
En las elecciones generales de noviembre de 1980, el gobernador Carlos Romero Barceló fue reelegido por un margen de 3.503 votos (una de las contiendas más reñidas de la historia de Puerto Rico), aunque su partido perdió el control de la Asamblea Legislativa en favor del mayor partido opositor, el Partido Popular Democrático (PPD). Esta derrota fue atribuida por The New York Times a la controversia en torno a las investigaciones en curso, aunque otros medios de comunicación, como la revista Time, la atribuyeron a la postura del gobernador Romero Barceló sobre la condición política de la isla. La Asamblea Legislativa inició rápidamente nuevas indagaciones y audiencias sobre el incidente en el cerro Maravilla. El Senado, entonces presidido por Miguel Hernández Agosto, encabezó las investigaciones y nombró al ex asistente del fiscal de distrito Héctor Rivera Cruz para encargarse de la investigación.
La segunda investigación realizada entre 1981 y 1984 por la Asamblea Legislativa de Puerto Rico, el Departamento de Justicia de Estados Unidos y la prensa local descubrió un complot para asesinar a los activistas y una posible, aunque no concluyente, conspiración para encubrir estas acciones. Durante las entrevistas realizadas por el Comité de investigaciones del Senado en 1983, el oficial Miguel Cartagena Flores, un detective de la división de inteligencia del Departamento de policía de Puerto Rico, testificó: "cuando llegué a la escena, vi a 4 oficiales de policía apuntando sus armas a los dos activistas que estaban arrodillados delante de ellos. Volví la mirada y oí cinco disparos". Cartagena, a quien se le ofreció inmunidad por su testimonio, añadiría que varias horas antes del tiroteo, él y otros oficiales fueron informados por el coronel Ángel Pérez Casillas, comandante de la División de inteligencia, que "estos terroristas no deben bajar [de la montaña] con vida". Su testimonio fue corroborado por el oficial Carmelo Cruz, a quien también se le concedió inmunidad, aunque no fue testigo de los disparos fatales, y que confirmó muchos detalles aportados por Cartagena.
Otras investigaciones obtuvieron testimonios similares de testigos, incluyendo al taxista, quien esta vez sostenía que los activistas estaban "vivos y desarmados" cuando la policía lo sacó de la escena. El taxista sostuvo que hubo un pequeño intercambio de disparos y, cuando fue trasladado a otro lugar cercano, escuchó una segunda descarga de disparos; pero la policía y los investigadores del Departamento de Justicia de Puerto Rico le dijeron que olvidase la segunda ronda de disparos. La declaración sobre las dos descargas diferentes de disparos fue confirmada por varias personas, incluyendo al exoficial Jesús Quiñones, quien así lo declaró ante un gran jurado federal (se retiró de la fuerza policial poco después de los disparos) y otros tres civiles en una entrevista en el San Juan Star.
Posteriormente, la Asamblea Legislativa y la prensa local comenzaron a cuestionar la actuación del Departamento de Policía de Puerto Rico, el Departamento de Justicia de Puerto Rico, el Departamento de Justicia de Estados Unidos y el FBI durante las primeras investigaciones, al alegar que existía corrupción en el interior de las agencias y una conspiración para encubrir evidencias. Varios políticos y líderes locales enviaron cartas al entonces senador del Comité judicial del Senado de Estados Unidos, Edward Kennedy, para solicitar una pesquisa sobre la conducción de las investigaciones federales. Varias cartas incluso acusaron al exfiscal General de los Estados Unidos Benjamin R. Civiletti de ayudar al gobernador Romero Barceló durante las investigaciones. Los dos líderes de los partidos opositores, el Partido Popular Democrático y el Partido Independentista Puertorriqueño, denunciaron que después de la reunión de diciembre de 1979 entre Romero y Civiletti, el gobernador, entonces considerado como un republicano de toda la vida, comenzó a hacer campaña para entregar 41 votos de la isla al Partido Demócrata de los Estados Unidos en favor de la nominación presidencial de Jimmy Carter (irónicamente, el rival de Carter para la nominación era el senador Kennedy). Casi 45 días después, Carter ganó la nominación por un delegado y el Departamento de Justicia de Estados Unidos anunció que concluía su investigación por falta de pruebas. Un memorando interno del Departamento de Justicia que fue emitido el mismo mes de la reunión entre Romero Barceló y Civiletti desveló que las investigaciones estaban cerradas incluso cuando los agentes todavía estaban investigando pruebas importantes que incriminarían potencialmente a los oficiales, incluyendo "varias contusiones inexplicadas" en el rostro de una víctima y el hecho de que uno de los oficiales de policía se retractara de su historia original y declarara que, de hecho, hubo "dos ráfagas de disparos".
Estas y muchas otras acusaciones ocasionaron presión pública y política sobre todas las agencias investigadoras, que a su vez condujo a revisiones internas de las pruebas y los procedimientos de las primeras investigaciones, tanto a nivel local como a nivel federal, a pesar de que todas las organizaciones negaron firmemente cualquier conspiración de encubrimiento. Estas investigaciones posteriores tuvieron como resultado traslados, degradaciones y dimisiones entre oficiales de alto rango al interior del Departamento de Justicia de Puerto Rico, incluyendo a tres diferentes secretarios de justicia de Puerto Rico (equivalentes al fiscal general estatal) que aceptaron y renunciaron a sus cargos en un período de seis meses. El 29 de noviembre de 1983, tres fiscales fueron relevados de sus funciones después de que un informe, emitido por el Comité de investigaciones del Senado, encontrara que no habían investigado adecuadamente los asesinatos del Cerro Maravilla, citando 101 deficiencias específicas en dos investigaciones. Este fue el tercer fiscal general estatal que supervisó las investigaciones desde que los tiroteos ocurrieron en 1978.

## Consecuencias

### Sospechosos
Las segundas investigaciones llevaron al procesamiento de diez oficiales que fueron encontrados culpables de perjurio, destrucción de pruebas y obstrucción a la justicia. Además, en 1984, cuatro de ellos fueron convictos de asesinato en segundo grado. Los oficiales convictos, que no estaban en servicio activo en la época por varias razones, fueron:
- Coronel Ángel Pérez Casillas (jefe de la División de inteligencia del Departamento de Policía de Puerto Rico durante el incidente): fue suspendido;
- Teniente Nelson González Pérez: renunció;
- Tte. Jaime Quíles Hernández: fue suspendido;
- Oficial Juan Bruno González: fue suspendido;
- Oficial William Colón Berríos: fue suspendido;
- Oficial Nazario Mateo Espada: fue suspendido;
- Oficial Rafael Moreno Morales: fue suspendido;
- Oficial Luis Reverón Martínez: con licencia por discapacidad;
- Oficial José Ríos Polanco: fue suspendido; y
- Oficial Rafael Torres Marrero: con licencia por discapacidad.

Ese mismo año, en las elecciones generales llevadas a cabo en noviembre, Romero Barceló perdió su puesto como gobernador frente al exgobernador y rival del partido opositor Rafael Hernández Colón (PPD). Es ampliamente aceptado que Romero Barceló perdió las elecciones debido a este caso, dado que la aprobación de la opinión pública había decaído sustancialmente a fines de 1984, cuando las investigaciones progresaron y dado que sus rivales políticos usaron su defensa de los oficiales como una indicación de una posible conspiración.

### Agente Encubierto Asesinado
Alejandro González Malavé, el agente encubierto que estaba acompañando a los activistas, no fue procesado por su participación en los asesinatos debido a que se le concedió inmunidad para que testificara contra otros oficiales, pero fue retirado de la fuerza policial como resultado de la presión pública. En febrero de 1986, fue absuelto por el secuestro del taxista. Su abogado había alegado que estaba actuando bajo órdenes y, por tanto, el Gobierno era el verdadero culpable del secuestro, a pesar de que el oficial Carmelo Cruz testificó que fue González Malavé quien imprudentemente puso en peligro la vida del rehén. La fiscalía había proporcionado evidencia de que amenazó al rehén a punta de pistola, manejó el automóvil y, cuando el coche se aproximó a la cima de la montaña, se negó a liberar al rehén, a pesar de las reconvenciones por parte de los activistas. Estas acciones, según el oficial Cruz, eran contrarias al procedimiento estándar de la policía, ya que su preocupación principal debió haber sido la seguridad del rehén; sin embargo, el Departamento de Policía de Puerto Rico no readmitió a González como oficial de policía en activo, un hecho por el cual expresó públicamente su resentimiento y, posteriormente, amenazó con proveer pruebas incriminatorias a los medios de comunicación sobre otros individuos involucrados en los tiroteos, a menos que fuera reincorporado.
En la tarde del 29 de abril de 1986, solo dos meses después de su absolución. González Malavé fue asesinado en frente de la casa de su madre en Bayamón. Recibió tres disparos de bala y su madre resultó levemente herida. Pocas horas después, un grupo que se identificó como la "Organización Voluntaria para la Revolución" llamó a las agencias de noticias locales para reivindicar el atentado. En sus declaraciones, juraron matar "uno a uno" a todos los policías involucrados en los asesinatos en el Cerro Maravilla. En su día, el FBI la consideró como una de las organizaciones terroristas más peligrosas en Estados Unidos, dado que era la misma organización que reclamó la responsabilidad por el ataque a un ómnibus de la Armada en Puerto Rico el 3 de diciembre de 1979, donde dos marinos fueron asesinados y diez personas resultaron heridas, así como un ataque a una base de la Guardia Nacional el 12 de enero de 1981, en el que seis aviones fueron destruidos. Hasta el día de hoy, nadie ha sido identificado como posible sospechoso en el asesinato de González Malavé y el caso sigue sin ser resuelto. Es de conocimiento de que un allegado al periodista Manny Suárez había recibido información por parte de uno de los legisladores participantes de las primeras vistas del Cerro maravilla (el cual se describe como uno de los que intentó obstaculizar el proceso) de que Alejandro González Malavé habría indicado que este había grabado en una cinta todo lo que ocurrió ese día, y que había amenazado con divulgar una información muy precisa en esa cinta a cambio de dinero o alguna posición de trabajo, y otro legislador tiempo más tarde, le habría hecho un comentario similar al periodista Manny Suárez en relación con tal grabación.
La periodista Laura Candelas ha dicho en varias ocasiones, que al momento del asesinato del agente González Malavé, ella trabajaba en Prensa Asociada (AP) y de madrugada había recibido una llamada en la que se decía: "acabamos de matar al rata de González Malavé" por lo que se infiere sin lugar a dudas que los que se comunicaron con la prensa se hicieron pasar como "revolucionarios" cuando la verdad era que fueron personas de "poder" quienes lo habrían mandado a ejecutar.

### Narrativa Posterior más Detallada de los Hechos
Existe un documento, el caso Pueblo de Puerto Rico Apelado v. Rafael Moreno Morales Acusado-Apelante (132 DPR 261) que contiene una cita narrativa escueta desde los días que antecedieron al suceso hasta su fatídico desenlace, pero denota unos elementos detallados de los hechos:
1ro. de julio al 24 de julio de 1978:  
Para julio de 1978, la División de Inteligencia de la Policía de Puerto Rico la dirigía el Comandante Ángel L. Pérez Casillas. Allí se desempeñaban, entre otros, los agentes Jaime Quiles, Carmelo Cruz, Antonio Méndez, el apelante Moreno Morales, el Sargento Nelson González {DPR 265}, William Colón, Juan Bruno González, Jorge Hernández Colón, José Antonio Colón, Rafael Torres Marrero y José Manuel Montañez (E.N.P., 102-105). Los agentes Miguel Cartagena Flores, Nazario Mateo Espada y Carlos Santiago Borrero trabajaban en la Oficina de Inteligencia de Ponce (E.N.P., 6). A través de sus agentes encubiertos y confidentes, la División recibía información sobre personas que supuestamente militaban en grupos que atentaban contra la seguridad o estabilidad del país. Esas personas eran investigadas y se les abría un expediente (E.N.P. 105). Alejandro González Malavé, uno de los agentes encubiertos, para julio de 1978 se había infiltrado en el grupo denominado Movimiento Revolucionario Armado (M.R.A.), compuesto por Darío Rosado, Soto Arriví, Ramón Rosado y Erich Rodríguez (E.N.P., 20).
El primero de julio el Sargento Miguel A. Vázquez, de la División de Inteligencia, informó al Comandante del Área de Ponce, y éste a su vez al Distrito de Jayuya, que alertara el personal porque Saunders y Figueroa planeaban traer armas de Santo Domingo y utilizarlas el 4 de julio. Se indicó que andaban en un auto Volkswagen color amarillo, año 1973. Así se hizo (E.N.P.,78). Para el 2 de julio, el agente Hernández Colón había investigado y verificado que la confidencia era falsa. Ese mismo día redactó y dirigió un informe al Comandante Pérez Casillas y personalmente lo informó al Sgto. González (E.N.P., 89-90, 95).
El 3 de julio, el Teniente Roberto Santiago, Director de Inteligencia del Área de Ponce, informó al Distrito de Jayuya que un Volkswagen amarillo del año 1973, con otro color en el guardalodo, parte posterior, "se proponen destruir las torres de Maravilla" y otras, que andan armados y saben [PAG. 10214] bregar con explosivos; son peligrosos. Instruyó "detener[los y] registrarlos". La información se transmitió a todo el personal policíaco de [Jayuya] (E.N.P., 81). En virtud de esta información, durante los días 1 y 3 de julio, {DPR 266} los agentes Santiago Borrero, Ramón Rodríguez y otros, prestaron vigilancia en el área del Cerro Maravilla. Pérez Casillas, Quiles y Cruz sabían del M.R.A. y el contenido de los informes del agente encubierto González Malavé (E.N.P., 19-20). Para esa época, Darío Rosado, Soto Arriví, Figueroa y Saunders tenían carpetas abiertas por Montañez a petición de Pérez Casillas (E.N.P., 106).
El 5 de julio, González Malavé informó que el M.R.A. planeaba, entre otros actos, quemar unas antenas transmisoras del FBI en Jayuya. El 10 de julio comunicó que Darío Rosado tenía planes de quemar unas torres propiedad del gobierno federal en el área de Toro Negro. El 18 de julio volvió a informar sobre el plan de ir a Toro Negro. Pérez Casillas y Quiles le instruyeron que continuara con ese plan.
El 19 de julio, José A. Colón Ortiz, fotógrafo de la División de Inteligencia, trató, pero no pudo tomar, por las condiciones del tiempo, unas fotos aéreas desde un helicóptero del área de Toro Negro (E.N.P., 71-72). El 20 de julio, junto al Teniente Quiles lo logró de todas las torres del área y del Yunque (E.N.P., 72 76).
El 20 de julio, sin mediar solicitud, González Malavé recibió un revólver calibre 33 de Cruz por instrucciones de Pérez Casillas y Quiles (E.N.P., 23). El 21 de julio, González Malavé informó que el grupo M.R.A. planeaba hacer un viaje de observación a las torres de Toro Negro el 23. Al otro día, rindió un informe más detallado (E.N.P., 21).
En la madrugada del 23 de julio fueron a Toro Negro, Pérez Casillas, Quiles, Montañez Cruz, Colón Ortiz y Torres Marrero. Allí, Pérez Casillas impartió instrucciones de vigilar y corroborar si llegaban unos individuos a reconocer el área. Montañez se ubicó entre la vegetación de la Torre de la Policía. Las personas no llegaron y Pérez Casillas levantó la vigilancia (E.N.P., 27; 107-109).
Ese día, Pérez Casillas fue a la Torre de la Policía y le {DPR 267} preguntó al policía Jesús Quiñones Quiñones, adscrito al Cuartel de Villalba, a quién pertenecían las edificaciones del lugar. Luego abandonaron el lugar. Poco después, llegó otro vehículo con el Teniente Quiles y el agente Montañez, y le indicaron a Quiñones Quiñones que estaban verificando las condiciones de los sitios, pues pensaban llevar a cabo una especie de adiestramiento en esa área (E.N.P., 181-182).
Subsiguientemente, en horas de la tarde, en reunión en el Cuartel de distrito de Jayuya con el personal de Inteligencia de San Juan, se les informó a los policías uniformados, que tenían una confidencia de unas personas que iban a ir a las torres —no se sabía si era Puntilla o Maravilla—, que los que estuvieran allá arriba no deberían intervenir, pues ellos lo harían (E.N.P., 64-65, 67). El 23 de julio, González Malavé comunicó que planeaban ir a Toro Negro el día 24 (E.N.P.21).
El 24 de julio, acaecieron varios incidentes significativos. En la mañana, el Teniente Quiles solicitó al Policía Aníbal González Rodríguez, examinador de armas de fuego, que alterara unos cartuchos de escopeta calibre 12 sacando y sustituyendo las municiones por algodón o papel de relleno. Le informó que era para un agente encubierto a usarse en un operativo. Cuando González Rodríguez le dijo que no podía hacerlo sin que se notara la alteración, Quiles le indicó: "bueno, pues déjalo así, que se fastidie, que se joda el encubierto si hay que joderlo" (E.N.P., 98). El agente González Malavé tenía una escopeta recortada en su casa (E.N.P., 31).
Ese mismo 24 de julio, al mediodía se trasladaron hacia Toro Negro un grupo de agentes de Inteligencia (Pérez Casillas, Quiles, Montañez, el apelante Moreno Morales, Nelson González, Bruno, Colón Berríos, Ríos, Erazo y Torres Marrero) junto con Julio César Andrades, José Ríos Polanco, Luis Reverón, Rivera Falú y otros más de la División de Arrestos Especiales del NIC {DPR 268}. Llevaban chalecos a prueba de balas, armas largas y sus armas de reglamento (E.N.P., 110; 112; 137). Se reunieron en el estacionamiento del Cerro Puntita. Allí Pérez Casillas impartió instrucciones de proteger las torres. Indicó que vendrían unos individuos sumamente peligrosos, "dos terroristas acompañados de un agente encubierto", que pernoctarían en el lugar para el día siguiente llevar a cabo un atentado terrorista contra las instalaciones de algunas de las torres de comunicaciones; y que de llegar allí, se les arrestara. El apelante Moreno Morales estuvo en esa reunión. El personal se distribuyó en diferentes puntos (E.N.P., 112; 137).
Esa tarde, cuando el guardia Rivera Cintrón llegó al Cerro Puntita, unos agentes de inteligencia le indicaron que esperaban unos subversivos que vendrían con un agente encubierto para destruir lo que había en las torres; no sabían si en Puntita o en Maravilla; y, que había otros agentes en Maravilla. Si alguien subía, debía meterse en la caseta pues estaba uniformado y ellos intervendrían. A preguntas de Rivera Cintrón le informaron que si surgía un tiroteo "el encubierto va a disparar primero, para nosotros saber que ese es el policía" (E.N.P., 66, 67, 68). Así las cosas, varios agentes, con armas largas, chalecos a prueba de balas, radios transmisores y binoculares, llegaron a la Torre de la Policía. Se mantuvieron separados del guardia Quiñones Quiñones, excepto para preguntarle dónde comer y pedirle prestado un chaleco que él les negó [PAG. 10215] (E.N.P.,181-182).
Transcurrieron las horas y en la madrugada del 25 de julio González Malavé llamó e indicó a Cruz que quería verlo. En el estacionamiento de Sears, le informó a Cruz y a Quiles que el plan se había reinstalado e irían a Ponce, tomarían un rehén, le quitarían el vehículo y se dirigirían a las torres. Fue instruido que debía proteger al rehén, y si ocurría un ataque contra el grupo, gritara que era policía. Quiles le indicó que en el área había personal cualificado {DPR 269} para protegerlo y que Torres Marrero lo iba a identificar como agente para que no le hicieran daño. [3] Además de González Malavé, irían Darío Rosado, Soto Arriví y Rosado. Se reunirían frente a la U.P.R. (E.N.P., 22; 24).
Temprano en la mañana del 25, los oficiales Cruz y Méndez salieron hacia Río Piedras para vigilar a los jóvenes. El primero en llegar fue González Malavé —con una mochila del tipo que usan los estudiantes para cargar libros—, luego Darío Rosado y más tarde Soto Arriví. Los vigilaron y siguieron desde que abordaron un vehículo en la plaza de Río Piedras hasta que se bajaron cerca del Tribunal Superior en Ponce. Méndez transmitía información por radio, pero no recibía respuesta (E.N.P., 23-25, 44-45). Después de caminar un tramo los jóvenes hicieron una señal a un vehículo público (taxi) conducido por Julio Ortiz Molina. Por el lado del pasajero, Darío Rosado le apuntó con un arma corta y le dijo que era un asalto, abrió la puerta y entró al vehículo (E.N.P., 25, 52). Soto Arrívi se montó en el asiento trasero y encañonó a Ortiz Molina por el cuello (E.N.P., 25, 52). González Malavé, armado, lo empujó y le dijo "necesitamos este carro", échese para allá, no haga nada, ni se ponga listo porque si tenemos que liquidarlo, lo liquidamos" (E.N.P., 35, 46, 53). Los agentes Cruz y Méndez observaban como a 150 o 200 metros y cuando este último trató de intervenir, Cruz lo detuvo informándole "que esta gente deben o tienen que llegar" (E.N.P., 25, 46). Continuaron siguiéndolos hasta llegar al área de Toro Negro (E.N.P., 25-26, 46) {DPR 270}. Dicho seguimiento y transmisiones se escucharon por la radio del retén del Cuartel de Jayuya y por los auto patrullas de ese Distrito, a través de una comunicación que provenía de Ponce (E.N.P., 65, 68, 70, 71).
También esa mañana, Pérez Casillas, Quiles, Montañez y González fueron trasladados desde el aeropuerto de Isla Grande al de Mercedita en Ponce por el piloto Ángel Luis Candelas en dos viajes: en el primero Pérez Casillas y Quiles (E.N.P., 2,4, 116). A solicitud de Pérez Casillas sobrevolaron por aproximadamente cinco (5) minutos el área del Cerro Maravilla, Puntita y la Torre de la Policía. Abajo había personal en mamelucos de color oscuro, tipo uniformes, que hacían ademanes con las manos (E.N.P., 3). En el aeropuerto Mercedita de Ponce, los esperaba Cartagena Flores; después llegaron Mateo Espada y Santiago Borrero (E.N.P. 7, 302). Allí, Cartagena Flores escucho a Pérez Casillas decir que había recibido información confidencial de que un grupo de terroristas armados peligrosos, planeaban sabotear unas torres en Toro Negro. Que en el grupo venía un agente encubierto y posiblemente un rehén, y debían hacer todo lo humanamente posible por salvarle la vida al rehén, "pero que los individuos no podían o no debían bajar vivos del sector de Toro Negro" (E.N.P., 18).
Mientras tanto, en el Aeropuerto de Isla Grande en San Juan, el piloto Candelas recogió a Montañez y a González y puso en el avión un equipo que consistía de escopetas y material para encender carbón ("barbecue starters"). Durante el vuelo se comentó que iban para un área de pícnic, "había la probabilidad de que hubiera pelea y que probablemente tuvieran que arrancar cabezas" (E.N.P., 4, 114).
Finalmente todos los agentes que estaban en el Aeropuerto Mercedita arribaron a la Torre de la Policía. El policía Quiñones Quiñones notó más personal que el día anterior, que se comunicaban por radios transmisores, tenían armas largas y vestían ropa de fatiga {DPR 271}.
Estaban Pérez Casillas, Quiles, Cartagena, Nazario Mateo, Montañez, González, Santiago Borrero, Colón Berríos, Bruno, Torres y el apelante Moreno Morales (E.N.P., 8; 116; 303). Pérez Casillas los reunió y les indicó que cubrieran las facilidades; que tenía información de que ese día un grupo de izquierdistas se disponía atacar las torres allí enclavadas; que venía un agente encubierto y posiblemente rehén, probablemente un conductor de carro público; que si esa gente llegaban allí no podían bajar vivos (E.N.P., 303; 116); que ya venían de camino (E.N.P., 146) "y que se le diera a los terroristas un tiro o un tirito" (E.N.P., 116; 143). Posteriormente, el apelante Moreno Morales le comentó a Pérez Casillas que en las facilidades de Rikavisión "había un técnico y que era de los buenos" (E.N.P., 303; 312). Después de esas instrucciones, Quiles sacó una fotografía de un cartapacio y se la mostró a Nazario Mateo, Cartagena y Santiago Borrero.
La foto de González Malavé, tipo fichero, reflejaba una persona con pelo abultado, tipo afro, con una boina y una camisa tipo fatiga (E.N.P., 8, 303). Mientras se efectuaba esta reunión llegaron unas monjas a la Torre de la Policía, y se les impidió quedarse indicándoles que "estamos esperando visita" (E.N.P., 128; 304).
Conforme a sus propias instrucciones, Pérez Casillas, Cartagena Flores y Santiago Borrero salieron hacia el Cerro Puntita (E.N.P., 8, 304). Por su parte, Montañez y Colón, con rifles AR- 15, junto a Bruno que llevaba una escopeta calibre 12, fueron hacia las facilidades de Rikavisión (E.N.P., 116). Como los vehículos de las monjas también se dirigían hacia Rikavisión, Montañez les dijo que no podían estar allí. Sor María Asunción Jiménez siguió, por lo que Montañez le gritó molesto y reiteró su orden. Cuando los agentes se bajaron del vehículo frente a Rikavisión, Sor María Asunción Jiménez decidió rápidamente irse (E.N.P., 178-179)[PAG. 10216].
Montañez instruyó a Torres y a Ríos Polanco, no disparar {DPR 272} desde dentro de la estructura de Rikavisión, para que no fueran a herir en un fuego cruzado a los agentes afuera (E.N.P. 116-117, 147). Luego, los otros tres agentes se movieron hasta cerca de la Torre de la Telefónica y se ocultaron en la vegetación a esperar (E.N.P., 118; 147). Poco después subió un segundo vehículo ocupado por un caballero, quien al ver a Montañez vestido con ropa de fatiga, chaleco a prueba de balas, radio walkie-talkie y un rifle AR-15, se marchó (E.N.P., 118-:19).
Contemporáneamente, durante el trayecto hacia el Cerro Maravilla Ortiz Molina trató de persuadir a los jóvenes que lo dejaran bajar. Estos lo amenazaban y mandaban a callar. González Malavé conducía y tenía el arma debajo de la pierna; conocía la ruta, ya que hizo todos los virajes correctamente (E.N.P., 25; 46; 53-54). Cartagena Flores vio pasar el vehículo público por el área de estacionamiento de Puntita (E.N.P., 8). Luego Cruz y Méndez llegaron y se detuvieron a conversar con Pérez Casillas (E.N.P., 8; 26; 46). Pérez Casillas y Cartagena Flores entonces regresaron a la Torre de la Policía (E.N.P., 9; 26), mientras Cruz y Méndez siguieron detrás del vehículo público (E.N.P., 26). En el vehículo secuestrado uno de los jóvenes se dio cuenta de que habían pasado la torre, por lo que viraron y entraron al estacionamiento de Puntita (E.N.P., 53-54). Cruz, al percatarse, también viró (E.N.P., 26). Otra vez, uno de los jóvenes comentó que no iban por la carretera correcta, pues a las torres el carro llegaba, por lo que viraron a la ruta original (E.N.P., 53- 54). Igual hicieron los agentes (E.N.P. 26; 46). El joven al lado derecho de Ortiz Molina sugirió dejarlo por allí, pero González Malavé se negó, porque estaban perdiendo mucho tiempo (E.N.P., 54). Luego, el que iba al lado derecho dijo, "de ahora en adelante se hace lo que yo diga" (E.N.P., 54).
Al llegar al área de Rikavisión, éstacionaron el vehículo {DPR 273} frente a las torres del Canal 7 (E.N.P., 54; 118; 150). Los jóvenes se bajaron y se dirigieron hacia la parte posterior del vehículo donde se intercambiaron las armas (E.N.P., 54). Mientras tanto el agente Montañez activó su rifle AR-15 en forma silenciosa para evitar el menor ruido posible (E.N.P., 119; 151).
Salió al frente, con Colón y Bruno detrás, y se acercaron al vehículo agachados con sus armas largas en posición de disparar, sin que los jóvenes se percataran (E.N.P., 119; 54). Montañez reconoció a Darío Rosado, quien tenía una careta de esquiar en la cabeza hasta la frente y unas gafas con montura oscura; González Malavé tenía guantes puestos (E.N.P., 118-119; 127-128). Ortiz Molina se acostó en el asiento para protegerse (E.N.P., 54); Montañez les dio el alto e identificó como Policía (E.N.P., 119). Los primeros disparos surgieron detrás del vehículo (E.N.P., 54). Darío Rosado, que estaba más cerca de Montañez disparó y dicho agente también les disparó (E.N.P., 119-120; 151-152). En ese momento comenzó un tiroteo simultáneo (E.N.P., 54).
Las personas buscaron refugio en los arbustos y Montañez se lanzó de bruces al terreno e hizo varios disparos hacia el lateral del vehículo (E.N.P., 120, 151-153). Acto seguido una voz gritó: "no me tiren, que soy agente"; "estoy herido" (E.N.P., 54; 122; 156). Otra voz dijo: "Auxilio, me rindo" (E.N.P., 54). Desde los arbustos donde estaban los jóvenes salieron por el aire dos armas tiradas (E.N.P., 120-121; 153). En ese momento se calmó el tiroteo (E.N.P., 54). Montañez les ordenó que salieran de donde estaban ocultos con las manos en alto. Salieron Darío Rosado y Soto Arrívi. Mientras caminaban el agente Bruno les disparó sobre la cabeza para amedrentarlos (E.N.P., 121; 153-154). Se les ordenó y se acostaron en el piso, boca abajo, con los brazos abiertos en forma de cruz (E.N.P., 121; 154) {DPR 274}. Montañez dejó a Bruno vigilándolos (E.N.P., 121). Luego de ese arresto, no había ningún peligro a la seguridad del personal (E.N.P., 173).
Entonces Montañez y Colón fueron y encontraron a Ortiz Molina acostado en el asiento o en el piso del auto (E.N.P., 121; 155). Uno de ellos le ordenó salir y al Ortiz Molina indicarle que era una víctima, le dijo: "sal de ahí o te acribillo ahí mismo" (E.N.P., 54-55). Luego de salir, Colón le lanzó violentamente con la culata del rifle golpeándolo en una mano (E.N.P., 55; 121; l55; 185). Montañez lo empujó, y Ortiz Molina cayó al piso, al lado de los jóvenes (E.N.P., 55; 121; l55). Montañez dejó al chofer público a cargo de Colón y fue a atender a González Malavé (E.N.P., 122; 156- 157). Los agentes patearon a Ortiz Molina y uno de los jóvenes les dijo que era inocente y que por favor no le hicieran daño que no tenía nada que ver con lo ocurrido (E.N.P., 55; 185). Al ver a González Malavé, Montañez pensó que estaba gravemente herido y salió corriendo en busca de ayuda para llevarlo al hospital (E.N.P., 122; 157).
Cuando Cruz escuchó las detonaciones de distintas armas de fuego aceleró la marcha del vehículo (E.N.P. 27; 46). Quiñones Quiñones, que se encontraba trepado en la Torre de la Policía, le gritó y aviso al personal que estaba allí (E.N.P., 184). Todos los presentes, incluyendo a Pérez Casillas y al apelante Moreno Morales salieron en vehículos hacia allá (E.N.P., 9; 184).
Llegaron como diez (10) agentes a Rikavisión (E.N.P., 123), y encontraron a Montañez corriendo con un arma larga, exaltado y nervioso; les comunicó que hirió al confidente: "me equivoqué, metí la pata" (E.N.P., 9; 27;47). Le informó a Pérez Casillas lo sucedido y juntos subieron a la parte alta de Rikavisión (E.N.P., 122; 157). Pérez Casillas le puso unas esposas a Soto Arriví (E.N.P., 122); blasfemó a Dios y dijo "que eso no era lo que él les había dicho que hicieran" [PAG. 10217](E.N.P., 309) {DPR 275}. Los agentes mantenían a Darío Rosado y Soto Arriví arrodillados o acostados en el pavimento (E.N.P., 9; 28) estaban a su alrededor, con armas largas y en posición de alerta (E.N.P., 9; 28).
Se encontraban Bruno (E.N.P., 28; 124), Colón Berríos (E.N.P., 28; 124; 159), Reverón Martínez (E.N.P., 28; 124; 159), Torres Marrero (E.N.P., 28, 124, 159), Quiles (E.N.P., 28, 159), Ríos Polanco (E.N.P., 47; 124), Montañez (E.N.P., 38; 124), el apelante Moreno Morales, (E.N.P., 47; 124), Méndez (E N.P., 124; 159), Mateo Espada (E.N.P., 124; 159; 309 ), González (E.N.P., 124; 159 ) y Pérez Casillas (E.N.P., 124; 159). Darío Rosado le indicó a Montañez que quería ser confidente de la Policía, y éste indignado, le propinó una patada en la cara (E.N.P., 124; 161; 169). Le iba también a pegar a Darío Rosado con algo y González le sugirió la mitad de un saco de cemento endurecido que allí había (E.N.P., 124; 125; 163). Entonces, el apelante Moreno Morales lo levantó para descargarlo sobre la cabeza de Soto Arriví, pero se lo impidieron (E.N.P., 125; 162 176-177). Mientras ocurrían los insultos y agresiones, los jóvenes no representaban ningún peligro para la seguridad de los agentes pues estaban desarmados y uno esposado; además, la contextura física de ellos no igualaba a la de los agentes (E.N.P., 124). Los jóvenes no contestaron las palabras obscenas (E.N.P., 9-10; 124).
Los ánimos de los agentes "no eran normales, estaban un poco exaltados" (E.N.P., 15). "Había un descontrol total", como una histeria o locura colectiva" (E.N.P., 47; 50; 124), consistente en que "todo el mundo participaba en las agresiones y palabras que se estaban diciendo" (E.N.P., 52, 124); en que se les dieron patadas; en que el apelante Moreno Morales intentó atacar a los jóvenes con un objeto: y que les dispararon (E.N.P., 50; 52) {DPR 276}. Ni Pérez Casillas, como tampoco ningún otro agente lo impidieron (E.N.P., 124-125).
Coetáneamente, Quiles y Cruz salieron hacia el hospital con González Malavé (E.N.P., 9; 28; 47; 123; 159). Todavía los jóvenes estaban acostados boca abajo, vivos y hablando; Soto Arriví esposado (E.N.P., 9-10; 28; 161; 123). Al llegar al Centro de Salud de Jayuya, González Malavé aunque consciente, estaba pálido y tenía golpes en las manos (E.N.P., 190). Presentaba una herida en el quinto dedo de la mano derecha que hacía que el dedo colgara. Además, tenía algunos orificios en el costado derecho. Sus signos vitales eran normales; no estaba en estado crítico. Se mantuvo de pie todo el tiempo (E.N.P., 192-193). Quiles le indicó al Dr. José Ramos Rivera que había sido herido en un tiroteo entre la policía y unas personas, y que había otra persona más herida (E.N.P., 193). A petición de González Malavé, el Dr. Ramos Rivera le recetó Demerol para el dolor y luego lo refirió al Hospital de Distrito de Ponce (E.N.P., 190; 193).
Paralelamente Cartagena Flores recibió órdenes de sacar del lugar a Ortiz Molina y llevarlo a la Torre de la Policía (E.N.P., 9). Cuando Ortiz Molina salió continuaban dándole golpes a los jóvenes que estaban vivos (E.N.P., 55; 56). En la Torre de la Policía, el policía Quiñones Quiñones le preguntó a Cartagena Flores qué ocurría y éste, con el dedo índice le comunicó que se callara (E.N.P., 184). Quiñones Quiñones preguntó si había algún policía herido a lo que Cartagena Flores contestó en la afirmativa, y que había dos muertos (E.N.P., 184). Ante ello, Ortiz Molina intervino y le dijo a Quiñones Quiñones: "no, no, los muchachos están vivos, que muchas patadas le han dado a esos muchachos". Le dijo además, que tenían a uno agarrado por el cuello y otra persona lo apuntaba con un rifle a la vez que le decía: "hijo de la gran puta, tú no querías matar un guardia", y le decían también "acribíllalo, acribíllalo" (E.N.P., 184) {DPR 277}. Luego Cartagena Flores se marchó y regresó a Rikavisión (E.N.P., 10; 184). Ese mismo día Ortiz Molina contó lo sucedido a Félix Santiago Torres, agente del NIC de Ponce (E.N.P., 206).
Cuando Cartagena Flores regresó a Rikavisión, todo se veía normal (E.N.P., 16). Los jóvenes continuaban arrodillados y los agentes, el apelante Moreno Morales, Reverón, Bruno y Torres les apuntaban en posición de disparar (E.N.P., 10). Los dos jóvenes estaban vivos y hablando (E.N.P., 10). González le dijo a Reverón "tírale"' y "el le tiró con una escopeta y le disparó a Darío Rosado" (E.N.P., 10-11); 48; 128), quien estaba con una de las rodillas en el piso (E.N.P., 48; 222; 282; 283 y 286), y no tenía armas (E.N.P., 124, 128). Luego le quitaron las esposas a Soto Arrívi (E.N.P., 125-126), y el agente Torres Moreno le disparó con un revólver (E.N.P., 48), pero no lo mató (E.N.P., 244-245), solo lo hirió en el muslo derecho y en la pierna izquierda (E.N.P., 235-236). Después de esas heridas Soto Arrívi no podía estar de pie (E.N.P., 236; 285), y le dijo: "estoy herido nada más, tírame a la cabeza" (E.N.P., 128). Al ver que Torres Marrero no se atreveía a disparar, el apelante Moreno Morales le arrebató el arma y le disparó (E.N.P. 48 128 165) un tiro al pecho que le ocasionó la muerte (E.N.P. 237-238). Como Soto Arriví levantó el brazo "tratando de esquivar" (E.N.P., 48, 244, 285), el impacto de bala le fracturó el hueso del codo (E.N.P., 236; 244). Cartagena Flores, quien se alejaba para no ver, escuchó las detonaciones y vio un movimiento de retroceso en los brazos de Reverón y de Moreno Morales (E.N.P., 10-11). Quiñones Quiñones y Ortiz Molina escucharon las detonaciones (E.N.P., 55; 185). Había transcurrido entre 10 o 15 minutos desde que se habían llevado a González Malavé (E.N.P., 55; 126).
Cartagena Flores le preguntó a Pérez Casillas por qué {DPR 278} había ello sucedido y éste le contestó: "se lo merecían; algo así, porque le estaban haciendo mucho daño a Puerto Rico". Luego le dijo: "vamos a romper la escena, llévate uno para el hospital". Cartagena Flores y el apelante Moreno Morales salieron con el cadáver de Soto Arriví para el hospital [PAG. 10218](E.N.P., 11; 29; 126 y 164). El cadáver tenía una herida profunda en el pecho proveniente de un arma de fuego, golpes y moretones en la cara (E.BN.P., 29-30; 66 y 126). Durante el trayecto Cartagena Flores le preguntó al apelante Moreno Morales por qué tenía que ser de esa forma y éste le dijo: "eran unos bandidos, eran malos y había que hacerlo" (E.N.P., 11). Al llegar a Jayuya, el apelante Moreno Morales le indicó falsamente a Cruz que a Soto Arriví "lo recogimos herido y murió en el camino" (E.N.P., 29). Uno de los agentes le brindó a la enfermera Zoraida Avilés sus nombres, pero cuando les preguntó el nombre, dirección y causa de la muerte de Soto Arrívi no le contestaron (E.N.P., 191). El mismo Dr. Ramos Rivera lo chequeó y vio los orificios y golpes que tenía (E.N.P., 190). Soto Arriví llegó muerto al Centro de Salud de Jayuya a la 1:48 P. m., esto es, treinta o cuarenta minutos después de González Malavé (E.N.P., 191; 193).
Luego de ocurridas las muertes, González disparó el arma que portaba Darío Rosado (E.N.P., 126). Darío Rosado ya no tenía los espejuelos y le pusieron la máscara cubriéndole el rostro (E.N.P., 127), guantes (E.N.P. 118; 128), y un revólver que no tenía antes, a una distancia de un (1) pie de su mano izquierda (E.N.P., 128). También le pusieron un gorro (E.N.P., 128). Una manga de la camisa de Pérez Casillas se manchó con sangre (E.N.P., 139). El agente Montañez solicitó permiso de Pérez Casillas para que lo sacara de la escena y éste accedió (E.N.P., 126). Los agentes González y Méndez se fueron antes de que llegara el fiscal (E.N.P., 48); también Pérez Casillas (E.N.P., 30). Cartagena {DPR 279} Flores y Moreno Morales regresaron a Rikavisión cuando ya había agentes investigando (E.N.P., 12; 16).
Aproximadamente a la 1:00 P. m., el agente Santiago Torres del NIC de Ponce escuchó al agente Mateo Espada enviar un mensaje radial solicitando que notificaran al Comandante, al fiscal y a los fotógrafos que en el Cerro Maravilla había habido un tiroteo "donde había dos personas muertas, un compañero herido y rehén a salvo" (E.N.P., 203). El mensaje se escuchó en la Comandancia de Ponce, quien le avisó a San Juan Control y al Coronel Felipe Cortés (E.N.P., 84; 86; y 209). También se escuchó en el Cuartel de Villalba (E.N.P., 194), en los vehículos del NIC en Coamo (E.N.P., 198) y Jayuya (E.N.P., 66), y en la Torre de Puntita (E.N.P., 304). Se instruyó a todas las unidades a mantenerse fuera del canal (E.N.P., 66). Más tarde, la retén Daisy Torres Guzmán del Cuartel de Villalba, escuchó una voz masculina que indicaba que le notificaran al Superintendente que la misión había sido cumplida (E.N.P., 195). Este último mensaje también fue escuchado por el agente Félix Santiago en camino hacia el Cerro Maravilla (E.N.P., 206).... Fin de la cita.

### Disculpas Públicas
En 1992, el exjefe de la División de derechos civiles del Departamento de Justicia de Estados Unidos Drew S. Days III admitió ante el Senado de Puerto Rico que el Departamento de Justicia de Estados Unidos y el FBI actuaron de manera negligente durante las investigaciones conducidas entre 1978 y 1980 sobre el incidente en el cerro Maravilla; por ejemplo, al desechar entrevistas con testigos claves (incluyendo el taxista), al negarse a ofrecer inmunidad a ciertos testigos y al evitar varias tareas estándares en la investigación. Days declaró: "Creo que, ciertamente, se justifica una disculpa con respecto a la forma cómo el gobierno federal manejó esta investigación: el FBI, el Departamento de Justicia y mi división... no se hizo de manera profesional como debió haberse hecho". El director del FBI William S. Sessions hizo concesiones similares en una declaración por escrito en 1990, en la cual afirmaba que "en retrospectiva, los testigos debieron haber sido entrevistados y debió iniciarse una investigación sobre los derechos civiles". En 1984, el FBI condujo una revisión interna de sus archivos del caso del cerro Maravilla y concluyó que no hubo un esfuerzo de encubrimiento en el interior del FBI, sino solo un deseo por evitar descarrilar "el esfuerzo cooperativo antiterrorista" con la policía puertorriqueña. Sus declaraciones fueron acompañadas de promesas de mejorar sus agencias para evitar incidentes similares en el futuro.
En 2003, 25 años después del incidente, el exgobernador Romero Barceló admitió en una entrevista radiofónica que fue "un error de juicio" y "una declaración prematura" elogiar a los oficiales de policía, ya que en ese momento creía que estaban diciendo la verdad sobre su autodefensa; sin embargo, ha negado públicamente cualquier irregularidad o mala conducta en relación con el presunto encubrimiento durante las primeras investigaciones.

## Legado
Desde que las investigaciones finales cesaron, se ha producido un debate en Puerto Rico sobre el incidente del Cerro Maravilla, donde algunos grupos argumentan que todavía hay otras personas responsables de planificar u ordenar el complot para matar a los activistas, así como del posterior encubrimiento; mientras que otros han argumentado que el incidente fue exagerado por políticos y medios opositores y mantienen que nunca hubo conspiración alguna y que varios de los oficiales encarcelados, aunque no todos, son realmente inocentes.
Cada 25 de julio, los nacionalistas puertorriqueños y los activistas independentistas se reúnen en el Cerro Maravilla para honrar la memoria de Carlos Soto Arriví y de Arnaldo Darío Rosado, así como para defender y celebrar el Movimiento de Independencia Puertorriqueño. Usualmente, el evento es organizado por la familia de las víctimas, por exmiembros de grupos nacionalistas y por el Partido Independentista Puertorriqueño (PIP). El monte también ha sido bautizado por ellos como "el Cerro de los Mártires". La película Bajo otra bandera está basada, aproximadamente, en los eventos y teorías detrás del incidente.
Entre los eventos conmemorativos y de análisis de estos sucesos, el 9 de agosto de 2018, la Escuela de Derecho de la Universidad de Puerto Rico, en coordinación con el Centro de Periodismo Investigativo (CPI) celebró un Foro titulado: "40 años del Cerro Maravilla" en el Teatro de la Facultad de Derecho de dicha universidad, con un panel integrado por el Lcdo. Manuel Fernós (cuyo hermano mayor trabajó el caso como fiscal), la Lcda. Wilma Reverón, el Lcdo. Julio E. Fontanet Maldonado (es parte integral del Grupo Inocencia), la periodista Laura Candelas y el Lcdo. Héctor Rivera Cruz, considerado como el primer "Fiscal Especial Independiente" (FEI), que tuvo el papel protagónico de ser el investigador principal, en coordinación con el Senado de P.R. para el año 1983. El moderador de este evento fue el Sr. Oscar Serrano, abogado y periodista (Cyber News).

## Cultura popular
La película Bajo otra bandera (1990) está basada en este caso.